# Remistus
Remistus († Ravenne, 17 septembre 456) est un général de l'Empire romain d'Occident, commandant en chef de l'armée sous l'empereur d'origine gauloise Avitus.
Remistus était probablement un Wisigoth –comme semble l'indiquer son nom d'origine germanique– qui depuis la Gaule avait accompagné Avitus en Italie (455). En 456, il est nommé magister militum et devient de ce fait le premier « Barbare » à être élevé à ce rang militaire. Il reçoit également le grade de patricius et s'installe dans la capitale impériale, Ravenne, avec un groupe de Goths.
Cette même année, l'empereur Avitus, rejeté par le Sénat romain, décide de quitter l'Italie pour la Gaule où il compte lever des troupes tandis que Remistus reste en Italie pour contrôler le pays. Il se heurte alors à l'armée du Sénat, dirigées par le comes Ricimer et est obligé de s'enfermer dans Ravenne où il est bientôt assiégé. Remistus est capturé et mis à mort dans le palais de Classis, le 17 septembre 456, peu après un incendie qui avait brûlé une partie considérable de la ville impériale.
Avitus sera déposé et tué un mois après sa mort.

## Sources primaires
- Fasti vindobonenses priores
- Auctuarium Prosperi Havniense